# Marya Kasterska
Marya Kasterska (n. 2 februarie 1894, Varșovia, Imperiul Rus – d. 7 decembrie 1969, Paris, Franța) a fost un critic literar, scriitoare și jurnalistă franceză de origine poloneză.

## Biografie
Marya Kasterska s-a născut la Varșovia. Și-a luat doctoratul la Universitatea din Paris în 1918. Articolele ei au apărut în diverse publicații, printre care Les Nouvelles littéraires, La vie catholique, Revue de France, La Revue mondiale, Fontaine, LArt vivante, La Quinzaine critique și La Muse francaise. 
În 1918 s-a căsătorit la Paris cu Petre Sergescu, un matematician român. Cuplul a găzduit un salon literar în casa lor din Cartierul Latin din Paris, la care au participat diverși intelectuali, printre care Henry de Montherlant, Mircea Eliade, Paul Montel și Émile Borel. A fost pasionată de literatură și s-a preocupat constant de promovarea valorilor literare universale în cadrul acestor întruniri culturale. A scris, printre altele, articole despre relațiile culturale dintre Moldova și Polonia și a fost recunoscută pentru contribuția la consolidarea relațiilor culturale româno-poloneze.
Una dintre realizările Maryei Kasterska a fost înființarea în propriul apartament a Bibliotecii Române, care, la moartea sa, în 1969, a primit denumirea de „Bibliothèque Roumaine Pierre Sergesco-Marya Kasterska”.
A publicat o lucrare bazată pe cercetarea manuscriselor în limba poloneză ale poetului Tadeu Hâjdeu, inclusiv testamentul acestuia.

## Recunoaștere
În 1961, Academia Franceză de Științe i-a acordat Maryei Kasterska Premiul d'Aumale pentru realizarea unei biografii complete a operelor soțului ei. În 1967 Academia Franceză i-a conferit recunoaștere pentru lucrările ei prin acordarea Premiului Valentine de Wolmar.